# Lukáš Klimek
Lukáš Klimek (* 14. November 1986 in Ostrava) ist ein tschechischer Eishockeyspieler, der in der Tipsport Extraliga spielt.

## Karriere
Mit dem Eishockeysport begann Lukáš Klimek in seiner Heimatstadt beim HC Vítkovice, bevor er 2003 in den Nachwuchsbereich des HC Sareza Ostrava wechselte, wo er von 2002 bis 2004 bei den U18- und U20-Junioren spielte. Ab Anfang 2005 bis 2006 blieb er bei dieser Mannschaft als Volljähriger weiter. Im Jahr 2004 schaffte die Herrenmannschaft mit dem Meistertitel der 2. národní hokejová liga den Aufstieg in die 1. Liga, in der sie bis 2009 spielte. In der Zeit 2005/06 spielte Klimek bei Indiana Ice, einer Mannschaft der United States Hockey League (USHL) in Indianapolis, Indiana.
Im Jahr 2006 wechselte Klimek zum HC Vítkovice Steel, einer Mannschaft der Extraliga, wo er bis April 2013 spielte.
Seit Mai 2013 spielt der 187 cm große Angriffsspieler mit der Rückennummer 61 beim HC Sparta Prag, der ebenfalls in der höchsten Spielklasse Tschechiens, der Extraliga, spielt.